# Aérodrome de Milos
L'aéroport national de l'île de Milos (en grec moderne : Κρατικός Αερολιμένας Μήλου) est un aéroport de l'île de Milos, dans les Cyclades, en Grèce (code IATA : MLO • code OACI : LGML • Code aéroport grec : grec moderne : ΚΑΜΛ). L'aéroport est situé à 5 kilomètres au sud-est du port de l'île. L'aéroport a été ouvert le 17 janvier 1973. En octobre 1995, un nouveau terminal a été mis en service. 

## Infrastructure
Comme l'aéroport a une petite aire de trafic (7800 mètres carrés) et une piste courte, seuls les Dash 8, ATR 42 / 72 ou plus petits avions peuvent utiliser l'aéroport. Des projets existent pour une piste de 2000 mètres sur 45 à un nouvel emplacement et l'agrandissement de l'aire de trafic à 26 000 mètres carrés. Cependant, en raison des difficultés économiques, ces plans ont été suspendus[réf. nécessaire]. Le tarmac actuel ne peut gérer qu'un seul avion de taille Dash 8 ou 2 avions légers à la fois. 

## Situation
| \| 50 km1:6 137 000 \| Agrinion Aktion Alexandreia Alexandroúpoli Andravida Áraxos Astypalée Athènes · E. Venizélos Céphalonie La Canée Chios Corfou Héraklion Icarie Ioannina Kalamata Kalymnos Karpathos Kassos Kastellórizo Kastoria Kavala Cythère Kos Kotroni Kozani Larissa Lemnos Leros Milos Mykonos Mytilène Naxos Néa Anchíalos Paros Rhodes Maritsa Samos Santorin Sitía Skiathos Skyros Sparte Syros Tanagra Tatoi Thessalonique Tripoli Tympaki Zante Kastelli |
| 50 km1:6 137 000 |

## Compagnies aériennes et destinations
| Compagnies  | Destinations         |
| ----------- | -------------------- |
| Olympic Air | Athènes E.-Venizélos |
| Sky Express | Athènes E.-Venizélos |

## Statistiques
Pour des raisons techniques, il est temporairement impossible d'afficher le graphique qui aurait dû être présenté ici.

Voir la requête brute et les sources sur Wikidata.
Débit annuel de passagers
| An   | Vols  | Passagers | Changement de passagers |
| ---- | ----- | --------- | ----------------------- |
| 2001 | 668   | 8 782     | 18,0%                   |
| 2002 | 906   | 11 609    | 32,2%                   |
| 2003 | 898   | 15 186    | 30,8%                   |
| 2004 | 839   | 21 439    | 41,2%                   |
| 2005 | 766   | 19 193    | 10,5%                   |
| 2006 | 1 248 | 32 092    | 67,2%                   |
| 2007 | 1 320 | 33 557    | 4,6%                    |
| 2008 | 1 230 | 31 285    | 6,8%                    |
| 2009 | 1 211 | 30 106    | 3,8%                    |
| 2010 | 1 350 | 31 924    | 6,0%                    |
| 2011 | 1 286 | 30 351    | 5,2%                    |
| 2012 | 1254  | 32385     | 6,7%                    |
| 2013 | 1 026 | 30 774    | 5,2%                    |
| 2014 | 1 248 | 39238     | 27,5%                   |
| 2015 | 1 656 | 50589     | 28,9%                   |
| 2016 | 1 694 | 48 700    | 3,7%                    |
| 2017 | 1 368 | 46 710    | 4,1%                    |
| 2018 | 2,259 | 77501     | 65,9%                   |

## Transport terrestre
En dehors de la voiture, l'aéroport est relié au reste de l'île en taxi. Il existe des liaisons de bus reliant l'aéroport. 

## Voir également
- Liste des aéroports les plus fréquentés de Grèce
- Transport en Grèce